# Херс
Херс (на нидерландски: Heers) е селище в Североизточна Белгия, окръг Тонгерен на провинция Лимбург. Намира се на 9 km западно от град Тонгерен. Населението му е около 6760 души (2006).